# Miagrammopes romitii
Miagrammopes romitii es una especie de araña araneomorfa del género Miagrammopes, familia Uloboridae. Fue descrita científicamente por Caporiacco en 1947.
Habita en Guyana.